# Krvije
Krvije (cyr. Крвије) – wieś w Serbii, w okręgu braniczewskim, w gminie Petrovac na Mlavi. W 2011 roku liczyła 589 mieszkańców.